# UC-37号潜艇
陛下之UC-37号艇是德意志帝国海军于第一次世界大战期间建造的其中一艘UC-II型近岸布雷潜艇或称U艇。它由汉堡的布洛姆与福斯船厂承建，于1916年6月5日新船下水，至同年10月17日交付使用。其全长50.35米，水面及水下排水量分别为427吨和509吨，艇载武器则包括三具鱼雷发射管、六具水雷滑射槽以及一门88毫米口径甲板炮。UC-37号入役后曾先后被部署至地中海的普拉区舰队和奥斯曼帝国的君士坦丁堡半区舰队，并参与了地中海潜艇战。通过其十三次巡逻，共直接或间接击沉66艘协约国或中立国舰船，累计总吨位达86005吨。随着奥斯曼帝国覆灭，UC-37号于1918年11月25日在塞瓦斯托波尔正式投降，后移送马耳他，至1920年拆解报废。

## 设计
1915年秋天，由于中立国美国的干预，U艇战几乎陷入停顿，导致德国广泛开展《国际法》所允许的水雷战，从而使布雷潜艇的需求量相应增加。德意志帝国海军潜艇监察局（Inspektion des U-Bootwesens）的开发部门留意到了这一点，遂以UB-II型为基础，按照兼顾布雷效率和生产速度的要求，以41号工程的名义设计了UC-II型潜艇。为了弥补前型UC-I型的缺陷，UC-II型艇不仅更大，而且采用双轴推进系统。然而，与前型最主要的区别在于，UC-II型艇重新运用了双壳体结构。但它并非纯粹的双体潜艇，而是一种中间过渡型；因为外层没有封闭耐压壳体，而是作为鞍形水柜附在上方。

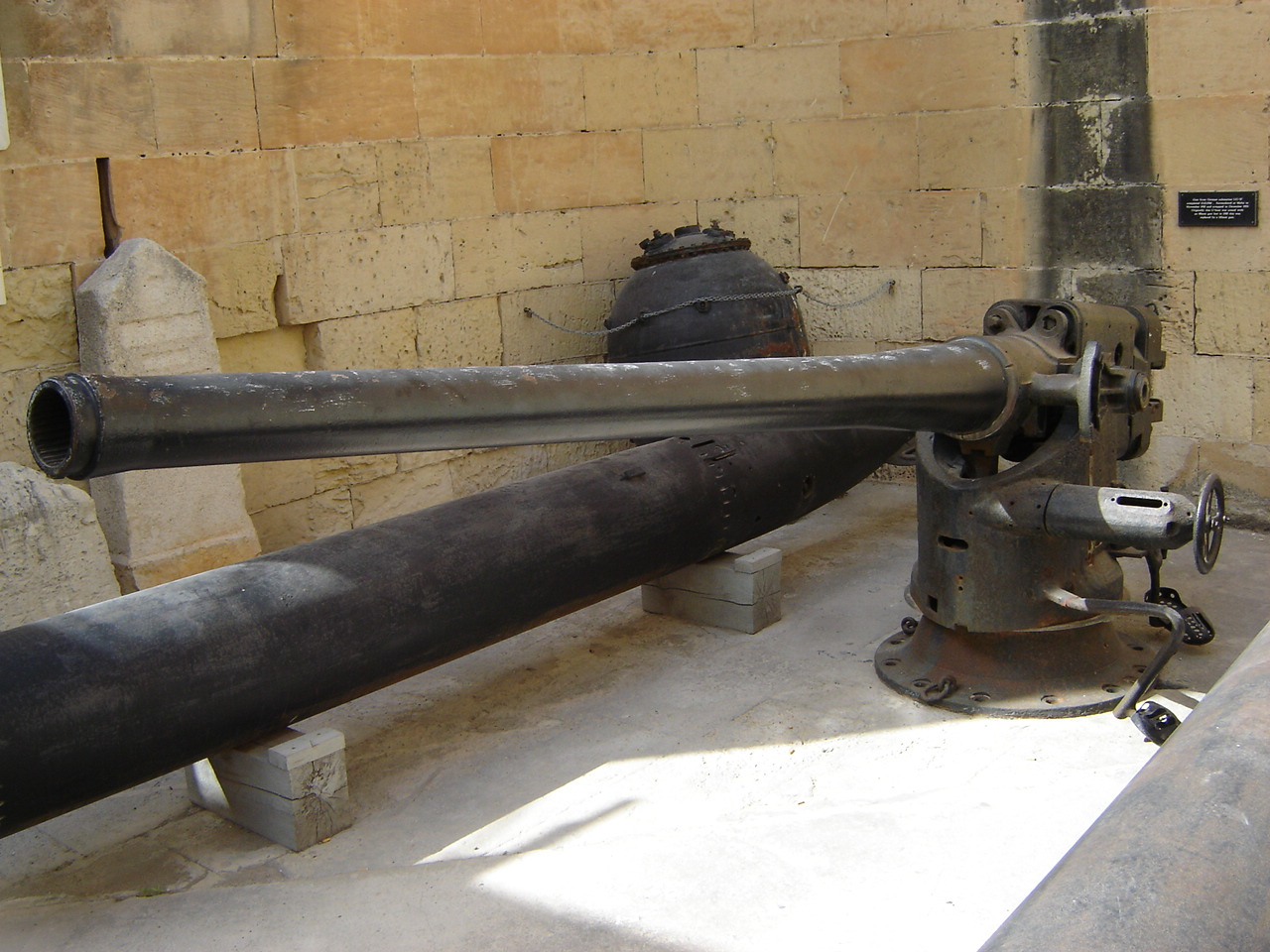
现存于马耳他的UC-37号甲板炮

UC-37号是UC-II型方案的第二批次产品。其技术参数与前一批次大致相同，但体积稍大，全长为50.35米，并有3.65米的吃水深度；由于不再考虑铁路运输的装载限界，舷宽也有5.22米。其水上和水下排水量分别为427吨和509吨。艇只采用两台猛狮六缸四冲程600匹公制馬力（440千瓦特）柴油机用于水面运行，以及两台460匹公制馬力（340千瓦特）的BBC电动发电机用于水下航行；水面最高航速11.6節（21.5每小時），水下6.8節（12.6每小時）；能够在水面以7節（13每小時）航速续航10,180海里（18,850），或以4節（7.4每小時）连续在水下航行54海里（100）而无需充电。其潜没需时约为35秒，能够在50米的深度下运作。
作为布雷潜艇，UC-37号改将六具布雷滑射槽安装在艇体前部，每具储存井内的水雷数量为3枚，即合共18枚UC200型水雷。布雷时只需将存储井底部的盖板打开，水雷便可凭借自身重量滑入水中。随着滑射槽长度增加，艇体艏楼的上层建筑被抬高，上层建筑与司令塔之间的凹陷处布置了一门88毫米30倍径速射炮作为甲板炮。但由于位置相对较低，火炮甲板在恶劣海况下很容易被涌浪淹没。此外，UC-37号还装备有三具500毫米鱼雷发射管，这极大提升了潜艇的攻击能力。其中艇艏两具外置在两侧、艇艉一具则为内置式，并可搭载合共7枚G6型鱼雷。其标准船员编制为3名军官及23名水兵。

## 历史
1915年11月20日，在海军元帅阿尔弗雷德·冯·提尔皮茨的倡议下，国家海军办公室分别向三家德国造船厂合共增订15艘UC-II型潜艇。UC-37号因此成为汉堡布洛姆与福斯船厂承建的第二批次（UC-34至UC-39号）的四号艇，建造编号为278。它于1916年6月5日新船下水，至同年10月17日在首度担任艇长的海军中尉奥托·劳恩堡的指挥下交付使用，随即展开海试。在劳恩堡之后，威利·利斯特中尉和奥托·屈佩尔中尉也曾担任该艇指挥官。完成海试后，UC-37号于12月23日从黑尔戈兰岛启程前往地中海，至1917年1月12日抵达奥匈帝国军港普拉，并加入驻当地的普拉区舰队（后改称地中海区舰队）。
在地中海服役期间，UC-37号参与了地中海潜艇战，足迹遍布马耳他岛、卡本半岛、格利特群岛以及马雷蒂莫岛等周边水域；1918年7月18日转配驻奥斯曼帝国的君士坦丁堡半区舰队后，该艇又主要在达达尼尔海峡和爱琴海活动。通过其十三次布雷及破交战巡逻，UC-37号合共击沉协约国或中立国的65艘商船以及1艘军舰，累计总吨位达86005吨。其中，体积最大的受害者是容积总吨为6886吨的法国运兵船恒河号（Gange），它于1917年4月14日从马赛驶往比塞大途中，在距塞拉特角东北约33海里（61）处触雷沉没。而隶属英国皇家海军的防护巡洋舰恩底弥翁号尽管吨位更高（排水量7350吨），但它于1918年8月30日在斯塔夫罗斯港湾遭UC-37号袭击后仅仅受损，全舰官兵得以幸存。这也是UC-37号取得的最后一项战功。
1918年10月30日签署的《穆兹罗斯停战协定》结束了奥斯曼帝国的战事，仍驻扎在君士坦丁堡的UC-37号遂撤退至塞瓦斯托波尔。在那里，它受到德占黑海港口总司令、海军中将阿尔贝特·霍普曼的直接指挥。UC-37号于11月14日退役，至当月25日与另外三艘同属君士坦丁堡半区舰队的幸存潜艇共同缴械投降。该艇于1919年移送马耳他，至1920年1月24日由英国海军部作价1310英镑售予伊曼纽尔·格里米奥（Emmanuel Grimeo），后在当地拆解报废。

## 袭击历史摘要
| 日期           | 船名                      | 船籍         | 吨位 | 结局 |
| -------------- | ------------------------- | ------------ | ---- | ---- |
| 1917年1月1日   | 不列颠尼克号              | 挪威         | 2289 | 击沉 |
| 1917年1月2日   | 亚里士多德·C·约安努号     | 希腊         | 2868 | 击沉 |
| 1917年1月2日   | 迪米特里奥斯·古兰德里斯号 | 希腊         | 3744 | 击沉 |
| 1917年1月2日   | 韦尔热圣母号              | 法國         | 227  | 击沉 |
| 1917年1月3日   | 随想号                    | 法國         | 156  | 击沉 |
| 1917年1月3日   | 菲墨号                    | 挪威         | 2417 | 击沉 |
| 1917年1月4日   | 自由号                    | 法國         | 166  | 击沉 |
| 1917年1月4日   | 路易吉·钱帕号             | 義大利王國   | 3988 | 击沉 |
| 1917年1月4日   | 席美尔号                  | 俄罗斯帝国   | 209  | 击沉 |
| 1917年1月4日   | 拉格比号                  | 英国         | 3641 | 击沉 |
| 1917年1月5日   | 康伯米尔号                | 義大利王國   | 1718 | 击沉 |
| 1917年2月26日  | 杰罗拉莫·乌略亚号         | 義大利王國   | 4283 | 击伤 |
| 1917年2月26日  | 维多利亚号                | 希腊         | 1388 | 击沉 |
| 1917年3月3日   | 克雷根多兰号              | 英国         | 2789 | 击沉 |
| 1917年3月5日   | 塞尔瓦托号                | 義大利王國   | 119  | 击沉 |
| 1917年3月27日  | 62号                      | 法国海军     | 200  | 击沉 |
| 1917年3月31日  | 伽拉忒亚号                | 法國         | 3062 | 击伤 |
| 1917年4月3日   | 欧内斯特·西蒙斯号         | 法國         | 5555 | 击沉 |
| 1917年4月3日   | 圣西蒙号                  | 法國         | 3419 | 击沉 |
| 1917年4月4日   | 圣若翰保弟斯大号          | 義大利王國   | 46   | 击沉 |
| 1917年4月14日  | 恒河号                    | 法国海军     | 6886 | 击沉 |
| 1917年4月16日  | 萨格里什号                | 葡萄牙       | 2986 | 击沉 |
| 1917年4月21日  | 勇士号                    | 英国         | 3674 | 击沉 |
| 1917年4月28日  | 尼俄伯号                  | 義大利王國   | 66   | 击沉 |
| 1917年4月29日  | 朱塞佩·玛利亚号           | 義大利王國   | 99   | 击沉 |
| 1917年4月30日  | 科尔贝号                  | 法国海军     | 5394 | 击沉 |
| 1917年5月2日   | 卡梅拉塔号                | 英国         | 3723 | 击伤 |
| 1917年5月5日   | 迪娜·迪洛岑佐号           | 義大利王國   | 127  | 击沉 |
| 1917年5月5日   | 哈马丹号                  | 英国         | 4792 | 击沉 |
| 1917年6月15日  | 假想号                    | 義大利王國   | 3770 | 击沉 |
| 1917年8月8日   | 布列塔尼人号              | 法國         | 3739 | 击沉 |
| 1917年10月11日 | 不明身份帆船              |              | 14   | 击沉 |
| 1917年10月31日 | 传福音号                  | 希腊         | 17   | 击沉 |
| 1917年11月1日  | 马里戈号                  | 義大利王國   | 24   | 击沉 |
| 1917年11月3日  | A·S·160号                 | 希腊         | 20   | 击沉 |
| 1917年11月3日  | 艾斯切亚号                | 希腊         | 30   | 击沉 |
| 1917年11月5日  | 卡特琳娜号                | 義大利王國   | 30   | 击沉 |
| 1917年12月23日 | 达尼丁号                  | 英国         | 4796 | 击伤 |
| 1918年2月12日  | 阿格西奥斯·尼古劳斯号     | 希腊         | 20   | 击沉 |
| 1918年2月14日  | 温特莫尔号                | 英国         | 3456 | 击沉 |
| 1918年2月15日  | 圣里托号                  | 英国         | 3310 | 击沉 |
| 1918年3月17日  | 怀赫莫号                  | 英国         | 4283 | 击沉 |
| 1918年3月21日  | 泰尔米尼号                | 義大利王國   | 1523 | 击沉 |
| 1918年3月25日  | 沃图姆号                  | 英国         | 4965 | 击伤 |
| 1918年3月26日  | 不明身份帆船              | 希腊         | 31   | 击沉 |
| 1918年3月26日  | 不明身份帆船              | 希腊         | 15   | 击沉 |
| 1918年3月26日  | 不明身份帆船              | 希腊         | 15   | 击沉 |
| 1918年3月29日  | 圣港号                    | 葡萄牙       | 2801 | 击沉 |
| 1918年7月8日   | 圣尼古拉号                | 希腊         | 50   | 击沉 |
| 1918年7月14日  | 圣锡安号                  | 希腊         | 4    | 击沉 |
| 1918年7月15日  | 不明身份帆船              | 希腊         | 2    | 击沉 |
| 1918年7月15日  | 不明身份帆船              | 希腊         | 14   | 击沉 |
| 1918年7月17日  | 不明身份帆船              | 希腊         | 35   | 击沉 |
| 1918年8月19日  | 玛丽·苏珊娜号             | 英国         | 3106 | 击沉 |
| 1918年8月19日  | 不明身份帆船              | 希腊         | 58   | 击沉 |
| 1918年8月19日  | NN155a号                  | 希腊         | 30   | 击沉 |
| 1918年8月19日  | S919a号                   | 希腊         | 80   | 击沉 |
| 1918年8月19日  | SS165号                   | 希腊         | 65   | 击沉 |
| 1918年8月19日  | V108a号                   | 希腊         | 60   | 击沉 |
| 1918年8月19日  | V135号                    | 希腊         | 20   | 击沉 |
| 1918年8月19日  | V62a号                    | 希腊         | 30   | 击沉 |
| 1918年8月24日  | AS19号                    | 希腊         | 35   | 击沉 |
| 1918年8月24日  | S275号                    | 希腊         | 35   | 击沉 |
| 1918年8月24日  | A59a号                    | 希腊         | 35   | 击沉 |
| 1918年8月26日  | 传福音号                  | 希腊         | 20   | 击沉 |
| 1918年8月27日  | 不明身份帆船              | 希腊         | 31   | 击沉 |
| 1918年8月27日  | C57a号                    | 希腊         | 14   | 击沉 |
| 1918年8月28日  | V214a号                   | 希腊         | 12   | 击沉 |
| 1918年8月28日  | S804qu号                  | 希腊         | 53   | 击沉 |
| 1918年8月29日  | A56a号                    | 希腊         | 31   | 击沉 |
| 1918年8月29日  | 121B号                    | 希腊         | 124  | 击沉 |
| 1918年8月30日  | 恩底弥翁号                | 英國皇家海軍 | 7350 | 击伤 |

## 脚注
1. 1 2 3 4  Helgason, Guðmundur. . German and Austrian U-boats of World War I - Kaiserliche Marine - Uboat.net.   [2009-02-23].
2. ↑  Tarrant，第173頁.
3. 1 2 3  Gröner 1991，第31-32頁.
4. 1 2  Helgason, Guðmundur. . German and Austrian U-boats of World War I - Kaiserliche Marine - Uboat.net.   [2015-02-23].
5. ↑  Helgason, Guðmundur. . German and Austrian U-boats of World War I - Kaiserliche Marine - Uboat.net.   [2015-02-23].
6. ↑  Helgason, Guðmundur. . German and Austrian U-boats of World War I - Kaiserliche Marine - Uboat.net.   [2015-02-23].
7. ↑  陈进，第48頁.
8. ↑  陈进，第46頁.
9. 1 2  NARS，第127頁.
10. 1 2  Helgason, Guðmundur. . German and Austrian U-boats of World War I - Kaiserliche Marine - Uboat.net.   [2015-02-22].
11. ↑  Helgason, Guðmundur. . German and Austrian U-boats of World War I - Kaiserliche Marine - Uboat.net.   [2022-09-02].
12. ↑  Helgason, Guðmundur. . German and Austrian U-boats of World War I - Kaiserliche Marine - Uboat.net.   [2022-09-02].
13. ↑  Gibson & Prendergast，第275頁.
14. ↑  NARS，第100頁.
15. ↑  陈进，第268頁.
16. ↑  Gibson & Prendergast，第332頁.
17. ↑  Dodson & Cant，第131頁.